# Leeds (Kent)
Leeds è un villaggio e parrocchia civile dell'Inghilterra, appartenente alla contea del Kent. Degno di nota il castello.

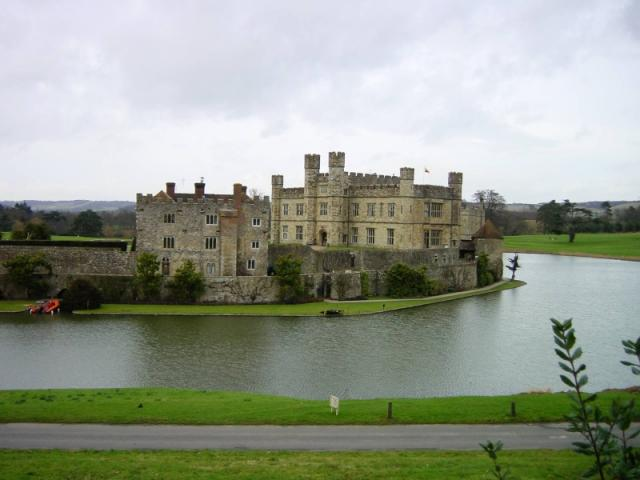
Il castello di Leeds